# كرونو تريغر
كرونو تريغر (باليابانية: ク ロ ノ • ト リ ガ ー، كورونو توريغا) أو الزناد الزمني هي لعبة فيديو تقمص الأدوار تم تطويرها ونشرها من قبل شركة سكوير (وهي الآن سكوير إنكس) لصالح جهاز سوبر نينتندو إنترتينمنت سيستم في عام 1995. شمل فريق تطوير كرونو تريغر ثلاثة مصممين أطلقت عليهم سكوير اسم «فريق الأحلام»: هيرونوبو ساكاجوتشي، صانع سلسلة فاينل فانتسي في سكوير. ويوجي هوري، مصمم مستقل وصانع سلسلة دراغون كويست الشهيرة لصالح إيكس. وأكيرا تورياما، وهو فنان مانجا مستقل اشتهر بعمله في دراغون كويست ودراغون بول. وقام كازوهيكو أوكي بإنتاج اللعبة،  وقام ماساتو كاتو بكتابة معظم القصة، في حين سجل الملحن ياسونوري ميتسودا معظم الموسيقى قبل أن يمرض ويعهد بباقى المقاطع الموسيقية مريضا إلى نوبوؤو أويماتسو ملحن سلسلة فاينل فانتسي. تدور قصة اللعبة حول مجموعة من المغامرين الذين يسافرون عبر الزمن لمنع حدوث كارثة عالمية.
أعادت سكوير إصدار نسخة عن طريق شركة توسي في اليابان على جهاز سوني بلاي ستيشن سوني عام 1999، وتم جمعها لاحقا في عام 2001 مع لعبة فاينل فانتسي 4 بعنوان سجلات فاينل فانتسي نحو سوق أمريكا الشمالية. وتم إصدار نسخة محدثة قليلا عن طريق شركة توسي، وذلك على جهاز نينتندو دي إس في أمريكا الشمالية واليابان في 25 نوفمبر 2008، وفي أستراليا في 3 فبراير 2009 وفي أوروبا في 6 فبراير 2009. ونسخة نينتندو دي إس هي أول يتم إطلاقها في أسواق منطقة بال.
حققت كرونو تريغر نجاحا كبيرا بين النقاد والجمهور وكثيرا ما يشار اليها باعتبارها إحدى أفضل ألعاب الفيديو على الإطلاق. ووصفت مجلة نينتندو باور جوانب كرونو تريغر بأنها ثورية، بما في ذلك النهايات المتعددة، والمهام الجانبية التي كانت ذات علاقة بالقصة والتي تركز على تطور الشخصيات، ونظام المعارك الفريد من نوعه، والرسومات المفصلة. كان كرونو تريغر الثالثة أكثر الألعاب مبيعا لعام 1995، وقد تم شحن 2.65 مليون نسخة من اللعبة مما جهز للعب على سنيس وبلاي ستيشن وذلك حتى من مارس 2003. وحتى مارس 2009 بيعت 790,000 نسخة مجهزة على نينتندو دي إس. كما تم إنتاج نسخة للعبة أيضا إلى الهواتف المحمولة،  وفيرتشوال كونسول،  شبكة بلاي ستيشن،  أجهزة آي أو إس، وأجهزة أندرويد.

## روابط خارجية
- كرونو تريغر على موقع IMDb (الإنجليزية)